# مارسيا بارون
 مارسيا بارون (بالإنجليزية: Marcia Baron)‏ هي أستاذة الفلسفة في جامعة إنديانا بلومينغتون. تشمل اهتماماتها البحثية الرئيسية الفلسفة الأخلاقية وعلم النفس الأخلاقي، والقضايا الفلسفية في القانون الجنائي. تعمل كذلك محررًا مشاركًا في مجلة إنكواييري الأكاديمية، وعضو في هيئة تحرير الموسوعة الدولية للأخلاقيات، والهيئة الأميركية الشمالية لدراسات كانت عن الفلسفة.